# James Edward Young
Pour les articles homonymes, voir James Young et Young.
James Edward Young est un physicien américain né le 18 janvier 1926 à Wheeling, Virginie-Occidentale. Il a été le premier membre permanent noir du corps professoral du Département de physique du MIT. Il est l'un des membres fondateurs de la National Society of Black Physicists et a été un mentor pour Shirley Ann Jackson.

## Formation
Il obtient son diplôme à la Lincoln High School en 1941. Après avoir étudié la physique à l'Université Howard, il est nommé professeur de physique au Hampton Institute (Virginie, 1946-1949), tout en travaillant un master en ingénierie acoustique à l'Université Howard.
Il change de poste en 1949 pour travailler au MIT en tant qu'assistant de recherche en 1949 où il obtient un doctorat en sciences en 1953. Il y fait des recherches sur la propagation du son dans les tuyaux, recherches qui aboutissent à une thèse.

## Recherche et carrière
Après avoir obtenu son doctorat, Young a rejoint le Laboratoire national de Los Alamos, où il a commencé à travailler sur la physique des particules. Il a enquêté sur les pions et la théorie de l'extraction du deutéron.
James Young a étudié et enseigné la physique des particules, les phénomènes critiques et la physique nucléaire. Il obtient son poste au Département de physique du MIT en 1969 et devient à cette occasion le premier professeur noir de la faculté. Il s'intéressait aux structures intermédiaires dans les réactions nucléaires. Il a contribué à plusieurs manuels scolaires, notamment Intermediate Structure in Nuclear Reactions (1968) et Nuclear, Particle and Many Body Physics (1972).
James Young a été le directeur de thèse de Shirley Ann Jackson,, la première femme afro-américaine à obtenir un doctorat au Massachusetts Institute of Technology, ainsi que celle de Sylvester James Gates.
Il a été membre des sociétés Sigma Pi Sigma, Sigma Xi et Beta Kappa Chi.

## Vie privée
James Young est marié avec Elaine Hunter avec qui il a eu un enfant, James E. Young III.